# Чимільяс
Чимільяс (ісп. Chimillas, араг. Chimiellas) — муніципалітет в Іспанії, у складі автономної спільноти Арагон, у провінції Уеска. Населення — 341 особа (2009).
Муніципалітет розташований на відстані близько 330 км на північний схід від Мадрида, 4 км на північний захід від Уески.

## Демографія
Динаміка населення (INE ):

## Галерея зображень

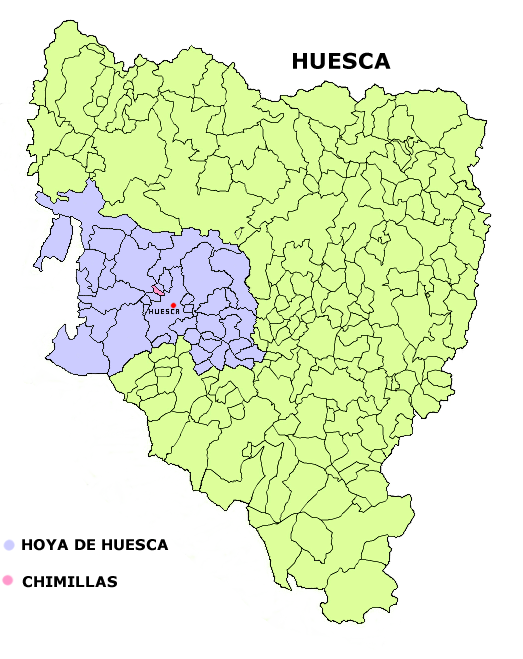
Розташування муніципалітету